# Слободка (Тарногський район)
Слобо́дка (рос. Слободка) — присілок у складі Тарногського району Вологодської області, Росія. Входить до складу Маркушевського сільського поселення.

## Населення
Населення — 15 осіб (2010; 22 у 2002).
Національний склад (станом на 2002 рік):
- росіяни — 100 %